# Liga de Honra de 1997–98
A edição de 1997-1998 da Liga de Honra foi a oitava edição deste escalão do futebol português.
Foi disputada por 18 clubes: 3 despromovidos da Primeira Liga, 3 promovidos da II Divisão, e os restantes que tinham permanecido.
O vencedor foi o União de Leiria. Acompanharam na subida à Primeira Divisão o Beira-Mar e o Alverca, que ficaram em segundo e terceiro lugares respectivamente.
Académico de Viseu, Torreense e Nacional foram despromovidos para a II Divisão.

## Equipas
Equipas a disputar a edição em relação à edição anterior:
| Despromovidas da Primeira Liga - Gil Vicente - União de Leiria - Sporting de Espinho | Mantidos - Académico de Viseu - Alverca - Beira-Mar - CF União - Desportivo das Aves - Estoril Praia - Feirense - Felgueiras - Moreirense - Paços de Ferreira - Penafiel - União de Lamas | Promovidos à 2ª Divisão de Honra - Maia - Nacional da Madeira - Torreense |

## Tabela classificativa
|     | Equipa              | Pts | J  | V  | E  | D  | GM | GS | +/- | Comments                      |
| --- | ------------------- | --- | -- | -- | -- | -- | -- | -- | --- | ----------------------------- |
| 1.  | U. Leiria           | 70  | 34 | 20 | 10 | 4  | 73 | 32 | +39 |                               |
| 2.  | Beira-Mar           | 64  | 34 | 18 | 10 | 6  | 41 | 26 | +15 | Promovidos à Primeira Divisão |
| 3.  | Alverca             | 62  | 34 | 19 | 5  | 10 | 64 | 35 | +29 | Promovidos à Primeira Divisão |
| 4.  | Gil Vicente         | 60  | 34 | 16 | 12 | 6  | 44 | 23 | +21 | Promovidos à Primeira Divisão |
| 5.  | Penafiel            | 59  | 34 | 17 | 8  | 9  | 63 | 48 | +15 |                               |
| 6.  | Feirense            | 49  | 34 | 13 | 10 | 11 | 39 | 39 | 0   |                               |
| 7.  | Estoril Praia       | 46  | 34 | 11 | 13 | 10 | 40 | 39 | +1  |                               |
| 8.  | Felgueiras          | 45  | 34 | 11 | 12 | 11 | 38 | 42 | -4  |                               |
| 9.  | Maia                | 45  | 34 | 13 | 6  | 15 | 50 | 47 | +3  |                               |
| 10. | Sporting de Espinho | 44  | 34 | 12 | 8  | 14 | 45 | 43 | +2  |                               |
| 11. | Moreirense          | 42  | 34 | 12 | 6  | 16 | 48 | 53 | -5  |                               |
| 12. | CF União            | 41  | 34 | 11 | 8  | 15 | 36 | 48 | -12 |                               |
| 13. | Paços de Ferreira   | 41  | 34 | 8  | 17 | 09 | 34 | 39 | -5  |                               |
| 14. | União de Lamas      | 40  | 34 | 11 | 7  | 16 | 37 | 55 | -18 |                               |
| 15. | Desportivo das Aves | 38  | 34 | 11 | 5  | 18 | 48 | 64 | -16 |                               |
| 16. | Académico de Viseu  | 33  | 34 | 8  | 9  | 17 | 30 | 45 | -15 | Despromoção para a II Divisão |
| 17. | Torreense           | 30  | 34 | 7  | 9  | 18 | 31 | 62 | -31 | Despromoção para a II Divisão |
| 18. | Nacional da Madeira | 27  | 34 | 6  | 9  | 19 | 37 | 58 | -21 | Despromoção para a II Divisão |

Nota 1: cada vitória valia 3 pontos
Nota 2: quando dois ou mais clubes têm os mesmos pontos, a classificação é determinada pelos resultados dos jogos entre eles.

## Melhor marcador
Armando António dos Santos, futebolista português, foi o melhor marcador, tendo marcado 21 golos ao longo da época, que jogou pelo Moreirense.

## Treinadores
Alguns dos treinadores das equipas no decorrer da época:
| Equipa              | Treinador                         |
| ------------------- | --------------------------------- |
| Alverca             | António Veloso                    |
| Beira-Mar           | António Sousa                     |
| Desportivo das Aves | Luís Campos                       |
| Felgueiras          | Jorge Jesus                       |
| Gil Vicente         | Diamantino Miranda Henrique Nunes |
| Maia                | Eduardo Luís                      |
| Moreirense          | Carlos Garcia                     |
| Paços de Ferreira   | Eurico Gomes                      |
| Penafiel            | Jorge Amaral                      |
| União de Leiria     | Vítor Oliveira                    |